# Convento de Santa Clara (Gandía)
El convento de Santa Clara se halla en Gandía (Valencia). Es un convento de clausura fundado en el siglo XV y habitado por monjas de la Orden de las Clarisas coletinas. Se encuentra situado en el centro de Gandia y a escasos metros de la Colegiata de Santa María de Gandía, en la plaza de María Enríquez de Luna. 

## Historia
Fue fundado en el año 1431, por Violante de Aragón, hija del duque de Gandía, Alfonso de Aragón el Viejo. Es una clara muestra de la importancia histórica y artística de la ciudad. Destaca en él la iglesia de estilo gótico valenciano y un retablo de Paolo de San Leocadio.
Fueron muchas las mujeres de la ilustre familia Borja que pasaron su vida en este convento. Después del fallecimiento de su fundadora, Violante de Aragón, pasan unos años en los que el convento queda prácticamente deshabitado. Más tarde, será el noble Luis Vich y de Corbera quien decidió restaurar este convento. El convento fue el hogar nuevo para diez monjas de la misma comunidad que abandonaron su convento francés de la ciudad de Lézignan-Corbières. Entre estas monjas se encontraba también María Escarlata, la hermana del príncipe francés. Se refugió en el convento de Gandia para huir de ser casada por la fuerza.
María Enríquez de Luna, duquesa de Gandía, ingresó en el convento con el nombre de sor Gabriela. Se convirtió en abadesa del convento en 1530 y falleció nueve años después. Más tarde, sería su hija, Sor Francisca de Jesús de Borja la que fue elegida abadesa del Convento en 1533, y lo gobernó hasta que en 1548, renunció al cargo para poder hacer fundaciones lejos de su entorno familiar. Tuvo la satisfacción de ver religiosas de su convento de Gandía a su propia madre, sor María Gabriela y a cinco sobrinas, hijas de su hermano Juan de Borja y Enríquez de Luna, hermanas por tanto de San Francisco de Borja.
En el patio interior del convento se encuentra un olivo que según la tradición fue plantado por San Francisco de Borja. Al tratarse de un convento de clausura no existen fotos del interior del convento ni del olivo.
El convento alberga la imagen de la Virgen de Baluarte, la virgen de la lluvia. Solo es posible visitar la iglesia de estilo gótico que se encuentra en la parte derecha de la edificación.

## Colección pictórica

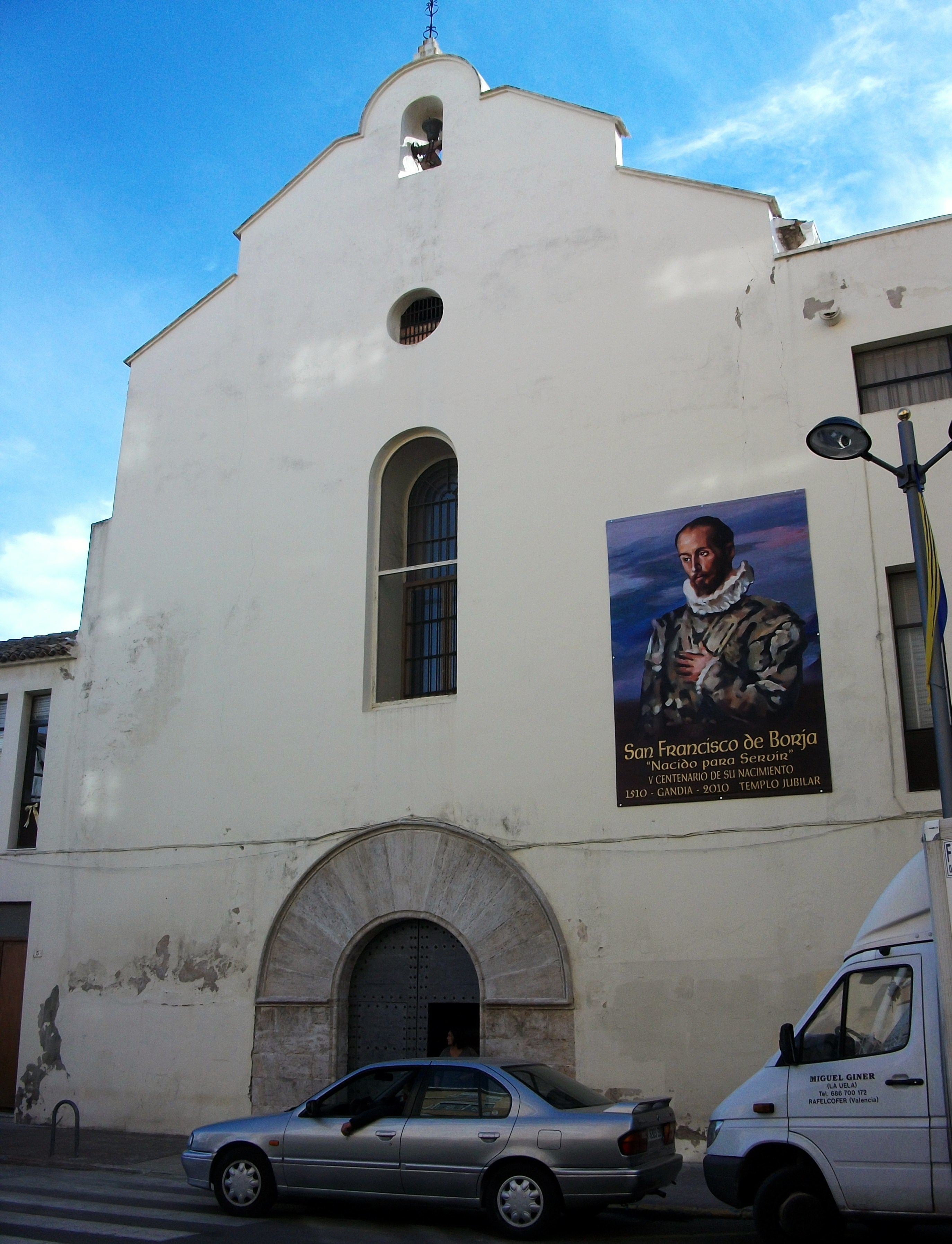
Fachada de la iglesia del Convento de Santa Clara de Gandía

El convento conserva una destacada colección artística legada por los Borja entre los cuales se hallan obras de Juan de Ribera, Juan de Juanes, Paolo de San Leocadio, Francisco Salzillo o pintores de la escuela de Francisco Ribalta. En el año 2010 el convento firmó un convenio de colaboración que cede las obras al Ayuntamiento de Gandía para que formen parte del futuro Museo de las Clarisas, en el antiguo Hospital de Sant Marc.

## Visitas
Al tratarse de un convento de clausura solo es posible visitar la iglesia de estilo gótico que se encuentra en la parte derecha de la edificación.